# Himalayaspett
Himalayaspett (Dendrocopos himalayensis) är en asiatisk fågel i familjen hackspettar inom ordningen hackspettartade fåglar.

## Utseende
Himalayaspetten är en medelstor (24 cm), svartvit hackspett, lik sin nära släkting större hackspett. Ovansidan är glansigt svart med breda vita skulderfläckar, begränsat med vit bandning på vingpennorna och rent vita stjärtkanter. Den är vit eller blekbeige på undersidan, undergump och undre stjärttäckare röd- eller rosafärgade. På huvudet syns ett karakteristiskt Y-format märke på huvudsidan bildat av svart mustaschstreck och svart bakre kant på örontäckarna. Unikt för arten är även ett svart streck under ögat. Hjässan är röd hos hanen, svart hos honan.

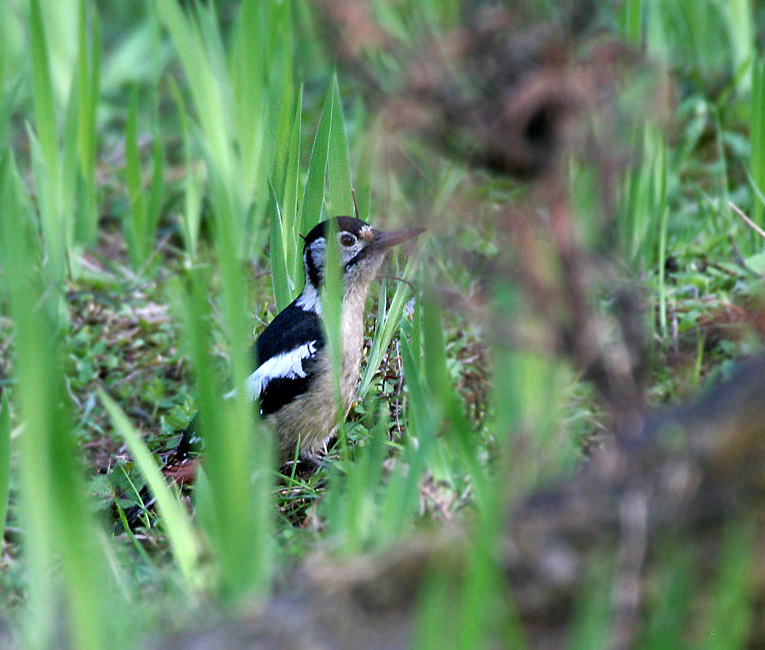
Hona

## Utbredning och systematik
Himalayaspett delas in i två underarter med följande utbredning:
- Dendrocopos himalayensis albescens – förekommer från nordöstra Afghanistan (Safed koh) och norra Pakistan till norra Indien Himachal Pradesh
- Dendrocopos himalayensis himalayensis – förekommer från östra Himachal Pradesh till västra Nepal

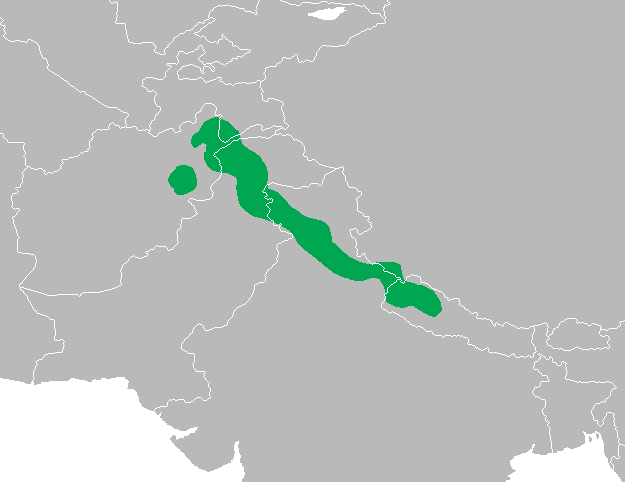
Himalayaspettens utbredningsområde.

Arten är stannfågel, med vissa höjdledsrörelser vintertid.

## Levnadssätt
Himalayaspett hittas i bergsskogar med både löv- och barrträd på mellan 1500 och 3200 meters höjd, ofta med inslag av rhododendron. Den ses födosöka på stammar och större grenar, men ibland även på marken, på jakt efter insekter, frukt, frön och sav. Ibland hamrar den på grankottar på stenar för att få fram fröna.

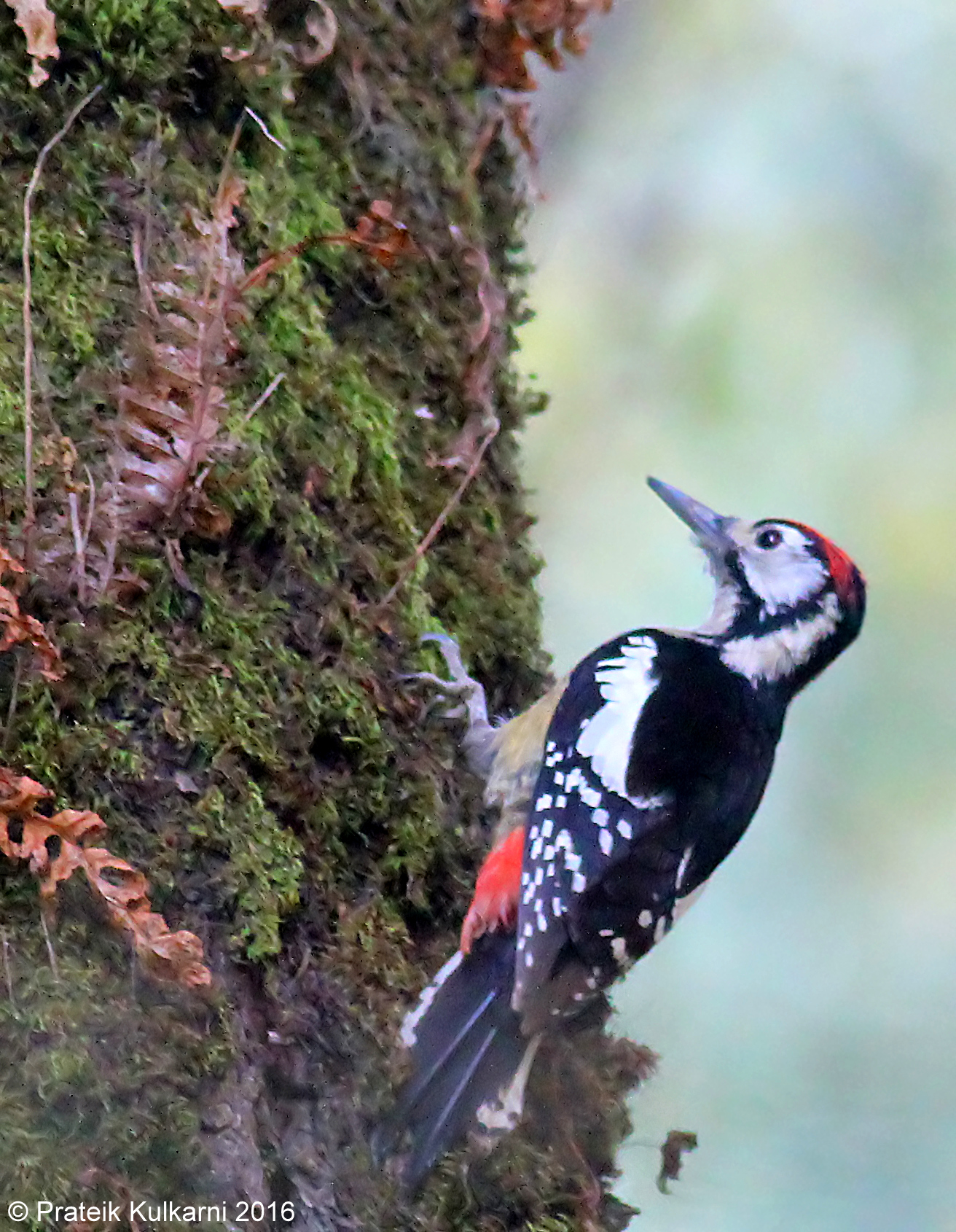
Hane himalayaspett.

### Häckning
Båda könen, men mest hanen, hackar ut boet, i ett träd på mellan 1,5 och 15 meters höjd. Den lägger ägg i andra halvan av april och första halvan av maj.

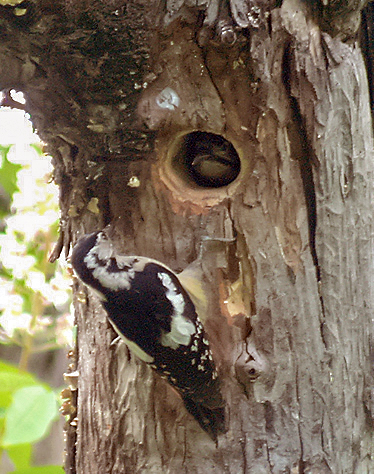
Par vid bo i Himachal Pradesh, Indien.

## Status och hot
Arten har ett stort utbredningsområde, men tros minska i antal, dock inte tillräckligt kraftigt för att den ska betraktas som hotad. Internationella naturvårdsunionen IUCN listar arten som livskraftig (LC). Världspopulationen har inte uppskattats men den beskrivs som ganska vanlig till vanlig.